# Serdiana
Serdiana (sardisk: Serdìana) er en by og en kommune (comune) i provinsen Sud Sardegna i regionen Sardinien i Italien. Byen ligger i 171 meters højde og har 2.650 indbyggere (2016). Kommunen har et areal på 55,71 km² og grænser til kommunerne Dolianova, Donori, Monastir, Sant'Andrea Frius, Sestu, Settimo San Pietro, Soleminis og Ussana.